# 比爾·布法利諾
比爾·布法利諾（Bill Bufalino，本名威廉·尤金·布法利诺（William Eugene Bufalino)，1918年4月13日—1990年5月12日）是一名從1947年至1971年代表国际卡车司机兄弟会（IBT）的美國律師。他在1982年退休。布法利諾與吉米·霍法合作密切，直到霍法於1975年失蹤為止（大概是被謀殺）。他是賓夕凡尼亞州東北部黑幫老大羅素·布法利諾的堂弟。布法利諾在1990年5月12日去世。

## 早年
布法利諾出生於賓夕凡尼亞州的皮茨頓，是一個煤礦家庭的九個孩子之一。他學習做羅馬天主教神職人員兩年後，便轉讀法律。他在1942年畢業於迪金森法學院，並在第二次世界大戰中擔任陸軍軍法署的中尉。
1945年，他從軍隊退役後，便與底特律黑幫Vincent Meli的姐妹兼犯罪老大Angelo Meli的姪女Marie Antoinette Meli結婚，後來於1947年開始從事律師工作。布法利諾育有一名兒子William Jr.，以及四名女兒Louise、Grace Ann、Toni和Fran。

## 生涯
布法利諾代表工會領導人吉米·霍法將近25年。他幫助工會和霍法對付敲詐勒索罪。布法利諾代表工會參加過七場審判，贏得了五場。霍法最終因為干預陪審團而入獄。
布法利諾曾擔任底特律地區的貨車司機985號工會的主席20年。參議院的調查描寫985號工會為「一個以黑幫為主導的收錢機構」。布法利諾一再被指控與黑手黨有聯繫。他起訴過阿肯色州民主黨的參議員約翰·L·麥克萊倫和羅拔·法蘭西斯·甘迺迪，指控以組織犯罪聯繫來損害他的聲譽。他敗訴了。
霍法在1975年失蹤。布法利諾聲稱霍法是被中央情報局（CIA）殺害，因為霍法知道據稱政府計劃利用黑手黨成員暗殺古巴共產黨第一書記兼總理菲德爾·卡斯特羅。布法利諾說，霍法批評過羅拔·法蘭西斯·甘迺迪，並利用監視專家伯納德·斯賓德爾竊聽瑪麗蓮·夢露的家來監視甘迺迪。
布法利諾退休到佛羅里達州的龐帕諾比奇。

## 逝世
布法利諾於1990年5月12日在佛羅里達州勞德代爾堡的聖十字架醫院裡因白血病而去世。

## 流行文化
在馬田·史高西斯的2019年犯罪電影《愛爾蘭人》中，由雷·羅曼諾飾演布法利諾。

## 外部連結
- 在Find a Grave上的比爾·布法利諾